# Koblenz-Arzheim
Koblenz-Arzheim ist ein Stadtteil von Koblenz. Der 1970 eingemeindete Stadtteil liegt rechtsrheinisch auf einer Anhöhe zwischen dem Mühlenbach im Norden und dem Griesentalbach im Süden.

## Geographie
Der Ort hat etwa 2.100 Einwohner und eine Fläche von ca. 486,7 ha (davon 46,7 ha bebaute Fläche, 13,1 ha Erholungsfläche, 31,2 ha Verkehrsfläche, 141,9 ha Landwirtschaftsfläche, 191,5 ha Waldfläche, 1,9 ha Wasserfläche und 60,4 ha für andere Nutzung). Die höchste Erhebung in Arzheim ist mit 233 m der Steinerkopf.

## Geschichte
Die vermutlich erste, aber unbestätigte Erwähnung von Arzheim stammt aus dem Jahr 868. Das Gebiet der Gemarkung Arzheim war jedoch schon vor Christi Geburt besiedelt, was Grabfunde belegen. Um das Jahr 1000 soll der Erbauer der Burg Ehrenbreitstein seinen Hof in Arzheim dem Stift St. Kastor geschenkt haben.
Danach beginnt eine wechselhafte Geschichte, die den Höfen und Wirtschaftsgütern und später dem Dorf wechselnde Herren bringt, darunter Hermann V. von Helfenstein und seine Ehefrau Anna von Boos von Waldeck. Arzheim gehörte von 1300 bis 1581 zum Familienlehen der Herren von Helfenstein. In dieser Zeit entwickelte sich der heutige Ortskern von Arzheim, der zunächst um die romanische Pfarrkirche St. Aldegundis aus der Zeit um 1000 lag. Nach der Zerstörung durch französische Truppen 1678 wurde der Ort nördlich der Kirche neu errichtet.
Mit Bau der Festung Koblenz Anfang des 19. Jahrhunderts durch Preußen lag Arzheim im zweiten Rayon des Forts Asterstein. Somit durften im Ort nur Fachwerkhäuser errichtet werden. Ab 1866 wurde an der westlichen Zufahrt die Arzheimer Schanze gebaut, die 1927 völlig geschleift wurde.
Bereits 1300 wurde der Ort Arzheym genannt. Er gehörte bis 1803 zum kurtrierischen Amt Ehrenbreitstein und wurde im Reichsdeputationshauptschluss dem Herzogtum Nassau zugeordnet. Nach der Übernahme der Region durch das Königreich Preußen (1815) wurde Arzheim der Bürgermeisterei Ehrenbreitstein zugeordnet. Nach der Eingemeindung von Ehrenbreitstein 1937 nach Koblenz kam Arzheim zum Amt Vallendar. Durch das „9. Landesgesetz über die Verwaltungsvereinfachung“ wurde Arzheim als eigenständige Gemeinde im Landkreis Koblenz aufgelöst und mit dem Auseinandersetzungsvertrag vom 2. November 1970 am 7. November 1970 in die Stadt Koblenz eingegliedert.

## Politik

### Ortsbeirat
Für den Stadtteil Arzheim wurde ein Ortsbezirk gebildet. Dem Ortsbeirat gehören neun Beiratsmitglieder an, den Vorsitz im Ortsbeirat führt der direkt gewählte Ortsvorsteher.
Zur Zusammensetzung des Ortsbeirats siehe die Ergebnisse der Kommunalwahlen in Koblenz.

### Ortsvorsteher
Andreas Metzing (SPD) wurde am 3. September 2024 Ortsvorsteher von Arzheim. Bei der Direktwahl am 9. Juni 2024 hatte er sich mit einem Stimmenanteil von 60,1 % gegen eine weitere Bewerberin durchgesetzt.
Metzings Vorgänger Wolfram Wilde (CDU) hatte das Amt seit 2019 inne und kandidierte bei der Wahl 2024 nicht erneut als Ortsvorsteher.  Bei der Direktwahl am 26. Mai 2019 war er mit einem Stimmenanteil von 84,50 % gewählt worden und damit Nachfolger von Josef Kraemer (CDU), der nach 20 Jahren im Amt nicht erneut angetreten war.

## Bauwerke
- Katholische Pfarrkirche St. Aldegundis
- Kapelle Zur Mutter der schönen Liebe
- Arzheimer Schanze

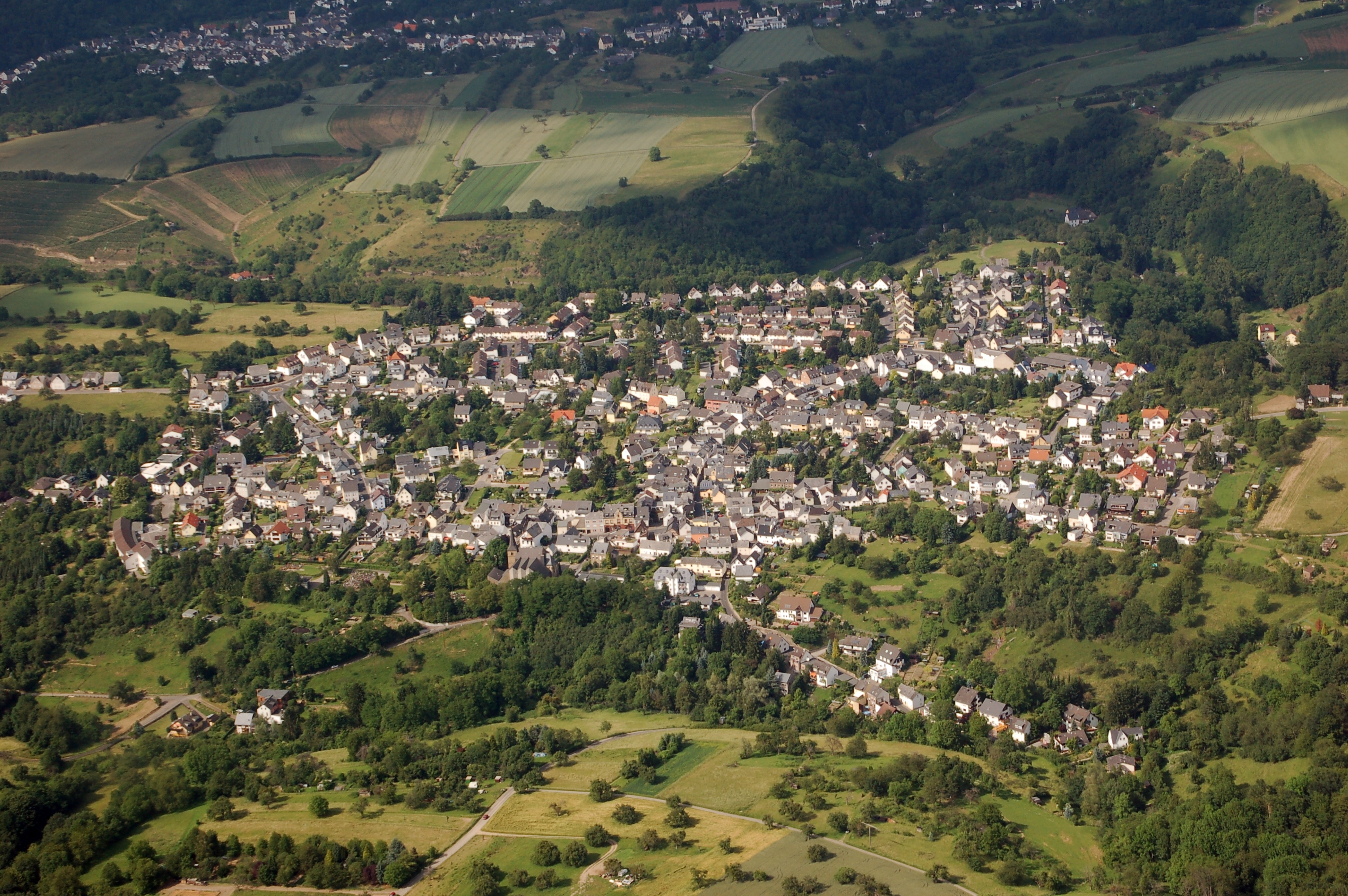
Luftaufnahme von Arzheim 2007
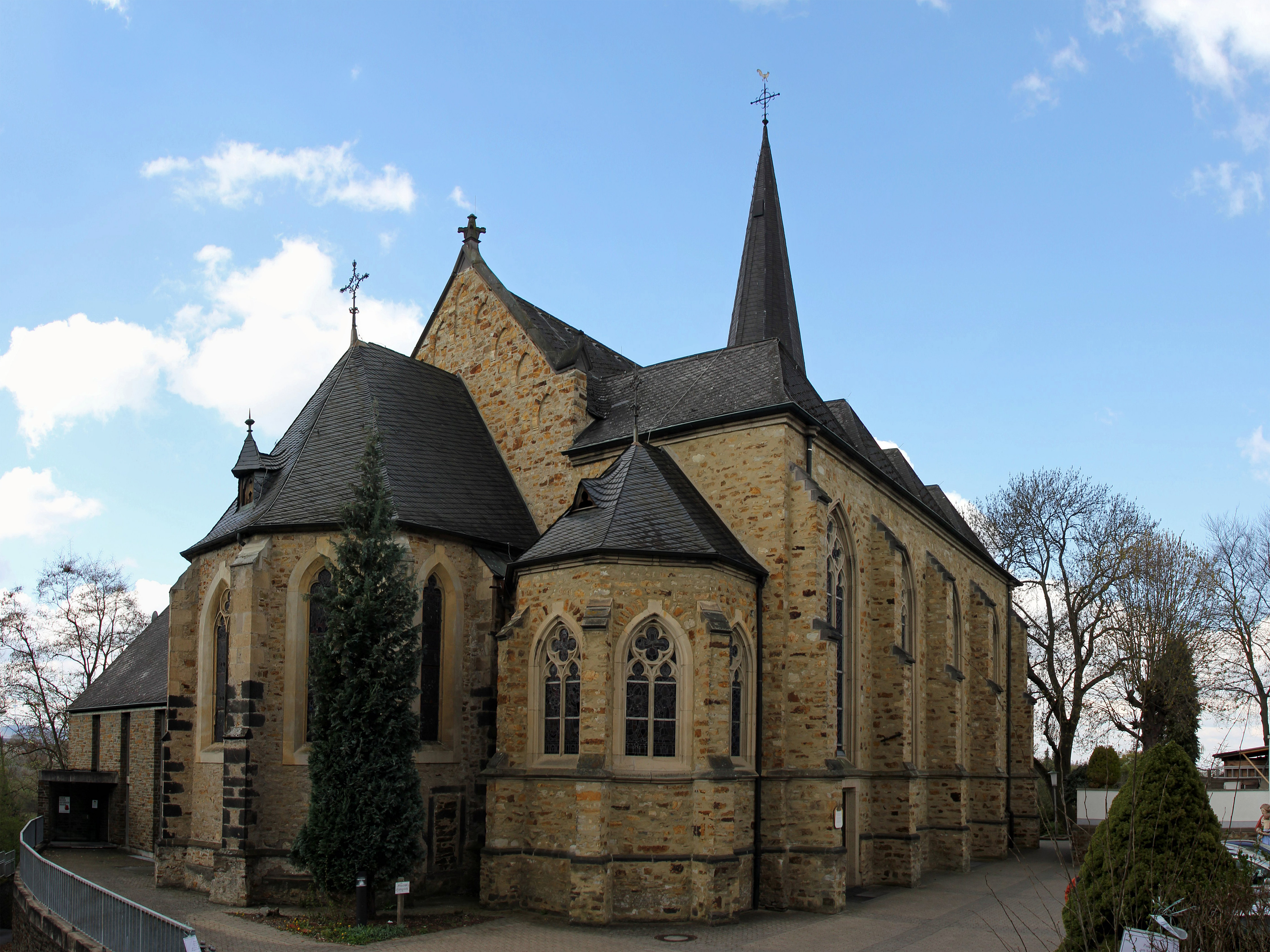
Die katholische Pfarrkirche St. Aldegundis
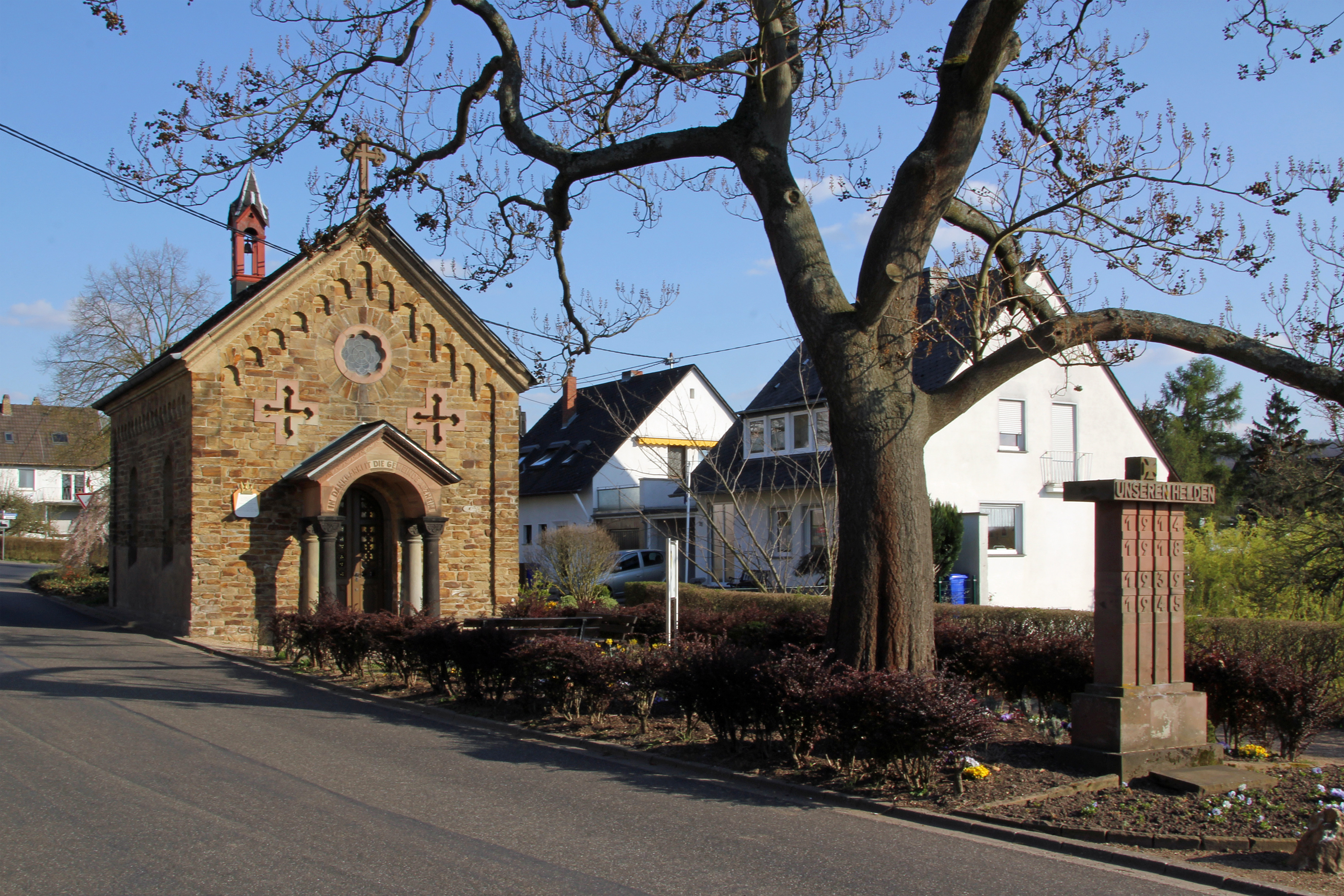
Die Kapelle „Zur Mutter der schönen Liebe“
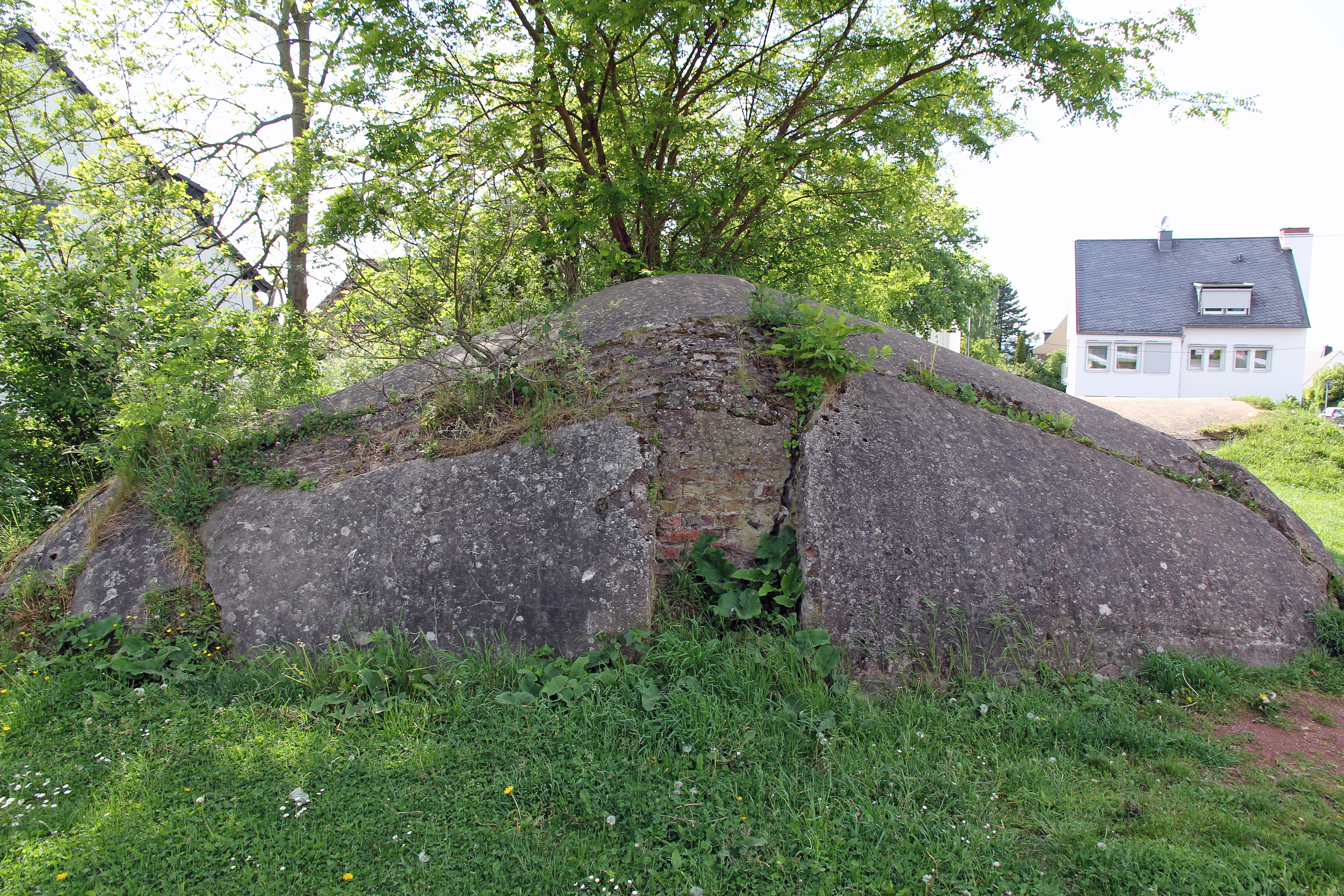
Überreste der Arzheimer Schanze

## Wappen
| Wappen von Koblenz-Arzheim | Blasonierung: „Das Wappen ist als Dreieckschild dargestellt. Es hat ein schwarzes Schildhaupt (Querbalken) und wird durch einen schwarzen Schildhauptleistenpfahl (Frankenpfahl), der bis zum Schildfuß reicht, geteilt. In die Felder des geteilten und schwarz umrandeten Dreiecksschildes sind folgende Familienwappen eingebracht: - Wappenfeld vorne/links: Wappen Hermann V. von Helfenstein - oben: in Gold ein rotbraun bewehrter und blau gekrönter Löwe mit blauen Krallen. - unten: in Blau neun goldene Lilien. - Wappenfeld hinten/rechts: Wappen Anna von Boos von Waldeck, schräglinks aneinandergereiht drei goldene rautenförmige Gürtelschnallen, oben belegt mit einem silbernen Turnierkragen (Halssteg).“                                     |
| Wappen von Koblenz-Arzheim | Wappenbegründung: Das Wappen in Form eines geteilten Dreiecksschildes mit Schildhaupt und Frankenpfahl ist von einem noch erhaltenen Siegel aus dem Jahre 1406 abgeleitet. In diesem Siegel ist über einem geteilten Dreiecksschild das Brustbildnis der Pfarrpatronin, der hl. Aldegundis dargestellt. Die Felder des geteilten Dreiecksschildes waren bisher leer. Anknüpfend an die mehr als 1000-jährige Geschichte des bis 1970 selbständigen Dorfes Arzheim, erinnern die vorne/links und hinten/rechts eingefügten Wappenbilder an den früheren Dorfherrn, Hermann V. von Helfenstein und seine Ehefrau Anna von Boos von Waldeck, die in der Mitte des 15. Jahrhunderts in und um Arzheim die Grund- und Herrschaftsrechte (Hochgerichtsbarkeit) ausübten. |